# 郷鎮
郷鎮（ごうちん）とは、中華人民共和国の県級市の末端自治区のことである。県級市において比較的大きいものを鎮、比較的小さいものを郷という（中華人民共和国憲法第30条参照）。そしてこれら郷や鎮において、農村集団経済組織又は農民の投資を主として設立された各種の企業を「郷鎮企業」という（郷鎮企業法第2条）。

## 郷鎮の統治システム
郷鎮とは、末端に位置し、農村と向き合う自治区である。この郷鎮の統治機構は、「人民代表大会」（議会）、「（人民）政府」、「党委員会」（共産党）からなる。郷鎮の最高指導部は党委員会である。形式的には直接選挙によって選ばれる人民代表（議会に相当）が「国家権力機関」のはずだが、人民代表大会には人事権・政策決定権・監督権がない。政策決定は党委員会会議あるいは党政連席会議（党委員会委員、政府幹部、人民代表大会主席からなる）で行われる。党委員会のトップである書記の権力は絶大である。

## 郷鎮企業の概説
郷鎮企業が企業法人要件に適合しているときは、法により企業法人格を取得する。郷鎮企業は農村集団所有であることが多いが、私有企業であることもある。郷鎮企業の主な任務は、市場の需要に基づき商品生産を発展させ、社会サービスを提供し、社会に有効な供給を増加させ、社会サービスを提供し、農村の余剰労働力を吸収し、農民の収入を高め、農業を支援し、農業および農村の現代化を推進し、国民経済および社会事業の発展を促進することにある（郷鎮企業法第3条）。1980年代における、この郷鎮企業の発展が、農村地域での工業化と小都市の経済発展を著しく発展させ、農村戸籍と都市戸籍の二元的管理を特徴とする中華人民共和国の戸籍制度に対して大きな見直しを迫った。1984年に政府は農村地域の小都市である「建制鎮」で工業、商業、サービス業に従事している農民に、新設した食料自給戸籍を与える政策を始めた。食料自給戸籍を得た農民は、非農業人口に加えられた。これにより、1977年に開始されていた「農転非」政策、すなわち一定程度の割合で農業人口から非農業人口への転籍を認める政策を加速させることになったのである。

## 小郷鎮と戸籍制度改革
1980年代における中国経済の牽引車であった郷鎮企業は、単に地方経済の発展に資するのみならず、深刻化する農村余剰労働力問題の解消のための重要な役割を担うものであった。こうした郷鎮企業の発展は、それらの立地する集鎮への人口移動を必然的に促進したため、集鎮における農民の戸籍問題を解消するため、1984年10月からは、「食料は自弁で、かつ集鎮にのみという制限付きで、農村からの移転を認める」という通知（農民が集鎮へ入り落戸する問題に関する国務院の通知）が示された。集鎮（郷・鎮政府所在地である人口2～3万人程度の農村地方都市）において商・工・サービス業に従事することを申請する農民とその家族で、集鎮に定まった住所を持ち、経営能力を有するか、あるいは郷鎮企業において長期間就労した者については常住戸口の転入を認めたものであり、画期的なものであった。1990年代に入ると、移動に対する制限の緩和の動きはより明確なものになっていく。